# Mały Nefud

Karawana na pustyni Mały Nefud, 2008

Mały Nefud (arab. الدهناء, Ad-Dahnāʾ) – pustynia piaszczysta w środkowej części Półwyspu Arabskiego na terytorium Arabii Saudyjskiej.

## Opis
Mały Nefud to pustynia piaszczysta w środkowej części Półwyspu Arabskiego. Rozciąga się w obniżeniu przed Dżabal Tuwajk na długości ok. 1200 km; jej szerokość sięga 25–80 km. Jej powierzchnia szacowana jest na ok. 34 390 km², nie licząc sąsiadujących obszarów piaszczystych koło Burajdy.
Pustynia tworzy łuk łączący pustynie Wielki Nefud na północy i Ar-Rab al-Chali na południu. Obejmuje siedem większych grzbietów wydm podłużnych (uruk) oddzielonych od siebie równinnymi, szerokimi korytarzami (szukuk) pokrytymi często piaskiem i trawą. Największe wydmy podłużne to: Irk as-Simam, Irk al-Humrani, Irk Imir, Irk ar-Ruwajkib, Irk Dżaham, Irk al-Kahhab, Irk Huwajmil i Irk Hiruri. Grzbiety zajmują jedną trzecią powierzchni pustyni. W środkowej części grzbiety wznoszą się na wysokość 30–120 m i są szerokie na ok. 1,5 km; korytarze pomiędzy nimi mają 3–8 km szerokości. W części północnej grzbiety ciągną się na długości 10–100 km w odległości 3–10 km od siebie. Wydmy w części południowej są mniejsze i mają 10–20 km długości. Występują tu wydmy wędrujące. W okolicach Haumat an-Nakajan występują duże wydmy gwiaździste (ok. 100 m wysokości).
Wydmy Małego Nefudu zbudowane są z miałkiego piasku kwarcowego o zabarwieniu żółto-czerwonym z uwagi na dużą zawartość tlenku żelaza.
Na zachód od Churajs znajdują się dwie warstwy gleb kopalnych, które świadczą o przynajmniej dwóch okresach wilgotnych ok. 20–30 tys. BP i we wczesnym holocenie. Wydmy pustyni powstały najprawdopodobniej ok. 160 tys. BP, formując się podczas suchych i zimnych okresów czwartorzędu.
Wiosną i zimą na pustyni wypasane są zwierzęta. Mały Nefud przecinają drogi łączące Kuwejt z Az-Zulfi i Rijadem oraz Rijad z Al-Ahsą.